# ماركوس ويلز
ماركوس ويلز (بالإنجليزية: Marcus Wills)‏ هو رسام أسترالي، ولد في 1972.